# InterVideo
InterVideo wurde 1998 von Steve Ro gegründet und hatte ihren Sitz in Fremont, Kalifornien, USA. Die Aktien des Unternehmens wurden an der NASDAQ gehandelt.
InterVideo war ein US-amerikanischer Hersteller von Software für DVD-Wiedergabe, Videoaufzeichnung, DVD-Erstellung, CD/DVD-Aufzeichnung und Filmschnitt. Die DVD-Abspielsoftware WinDVD wurde weltweit mehr als 175 Millionen Mal verkauft. Die Produktpalette umfasst zahlreiche Lösungen für die Aufnahme, Bearbeitung, Verwaltung und Archivierung von digitalen Inhalten.

## Geschichte
Am 13. August 2005 übernahm InterVideo Ulead Systems für etwa 68 Millionen US-Dollar und kündigte am 9. Juli 2006 seine Fusion mit Ulead an.
Das Unternehmen Corel übernahm die Firma InterVideo am 12. Dezember 2006, um seine Produktpalette abzurunden.